# غلوريا ألريد
غلوريا راشيل ألريد (بالإنجليزية: Gloria Allred) من مواليد 3 يوليو 1941، هي محامية أمريكية بارزة ومدافعة عن حقوق المرأة، اشتهرت بفضل قوتها وصرامتها في مجال المحاماة كما اشتهرت بسبب دفاعها في كثير من الأحيان عن عشرات الحالات المثيرة للجدل خاصة تلك المتعلقة بحماية حقوق المرأة.

## النشأة والتعليم
وُلدت غلوريا راشيل بلوم في 3 يوليو 1941 وهي من اليهود الأمريكان، تنتمي للطبقة العاملة في فيلادلفيا. والدها موريس عملت في البداية كبائعة ثم استقالت وأصبحت ربة منزل. بعد تخرجها من مدرسة فيلادلفيا الثانوية للبنات؛ حضرت جامعة بنسلفانيا وهناك التقت زوجها الأول بيتون براي. أنجب الزوجان طفلة واحدة في 20 سبتمبر 1961 ثم تطلقا بعد وقت قصير من ذلك. الطفلة هي ليزا بلوم وهي أيضا محامية مشهورة ومعروفة بفضل محاكماتها التي عُرضت الكثير منها في قناة ترو تي في.
انتقلت غلوريا بلوم مع والديها وواصلت تعليمها، في عام 1963 حصلت على درجة البكالوريوس في اللغة الإنجليزية وتخرجت بمرتبة الشرف، ثم ناقشت أطروحتها حول ما يُعرف بالكتاب الأسود. شغلت مجموعة متنوعة من الوظائف قبل أن تُقرر أن تصبح معلمة في مدرسة بنيامين فرانكلين الثانوية. بدأت في وقت لاحق العمل على شهادة الدراسات العليا في جامعة نيويورك ثم أصبحت مهتمة بحركة الحقوق المدنية. بعد حصوله على درجة الماجستير أصبحت معلمة وذلك عام 1966 ثم انتقلت إلى لوس أنجلوس في كاليفورنيا وعاشت هناك لمدة. عملت في جمعية معلمين في لوس أنجلوس ودرَّست في ثانوية فريمونت.
خلال عطلة في أكابولكو عام 1966، تعرَّضت للاغتصاب تحت التهديد بالسلاح، فاكتشفت في وقت لاحق أنها حامل وسعت للإجهاض. كان الإجهاض غير قانوني وممنوع منعا تاما على الأطباء في ذلك الوقت؛ فحاولت القيام بطرق أخرى لقتل جنينها. بعد إجراء عملية جراحية؛ نزفت كثيرا وكادت تفقد جنينها إلى أنها نجت في وقت لاحق وذلك عقب إدخالها المستشفى في حالة غيبوبة. لم تبلغ الشرطة عن حالة الاغتصاب، وقالت: «أعتقد أن لا أحد سيصدقني».
في عام 1968 تزوجت وليام ألريد. التحقت بقسم القانون في جامعة جنوب لويولا في لوس أنجلوس. تخرَّجت ألريد ودخلت عالم المحاماة في ولاية كاليفورنيا عام 1975. تطلَّقت ألريد من زوجها عام 1987 لكنها حافظت على اسم زوجها بالرغم من ذلك.

## الحياة الشخصية
ألريد هي والدة ليزا بلوم، طفلتها الوحيدة من زوجها الأول. على الرغم من أنها يهودية إلا أن ألريد لا تعتبر نفسها لا دينية.

## انتقادات
تعرَّضت ألريد لانتقادات كثيرة؛ حيث انتقدها البعض في الرغبة في الظهور تحت أضواء وسائل الإعلام بغض النظر عما إذا كانت تدافع عن المرأة أم لا.
في عام 2012 وصفتها جريدة ذي أطلنتيك بأنها «مطاردة النسوية» بعد أن دافعت عن اثنين من النساء اللائي شاركن في الدعوى القضائية ذات الطابع الجنسي ضد الممثل جون ترافولتا. أما الصحفية تريشيا رومانو في ديلي بيست فقد وصفت ألريد بـ «كلبة الدعاية.»

## الثقافة الشعبية
في أوائل عام 2018 صوَّرت نيتفليكس لأول مرة فيلم وثائقي عن حياة وعمل ألريد تحت عنوان رؤية الريد وذلك تحت إشراف كل من روبرتا غروسمان وصوفي سارتين.

## روابط خارجية
- غلوريا ألريد على موقع IMDb (الإنجليزية)
- غلوريا ألريد على موقع ميتاكريتيك (الإنجليزية)
- غلوريا ألريد على موقع روتن توميتوز (الإنجليزية)
- غلوريا ألريد على موقع أول موفي (الإنجليزية)
- غلوريا ألريد على موقع إن إن دي بي (الإنجليزية)
- غلوريا ألريد على موقع قاعدة بيانات الفيلم (الإنجليزية)
- غلوريا ألريد على موقع كينوبويسك (الروسية)